# Сютто, Жанин
Жанин Сютто (фр. Janine Sutto; 20 апреля 1921, Париж, Франция — 28 марта 2017, Монреаль) — канадская актриса театра и кино и преподаватель актёрского мастерства. За свою карьеру снялась более чем в 70 фильмах и сериалах, играла в ведущих театрах Квебека, в том числе в премьерной постановке «Невесток» Мишеля Трамбле (1968). «Мисс Радио» Канады (1945), компаньон ордена Канады (1991), кавалер ордена Искусств и литературы (Франция) и Национального ордена Квебека, лауреат квебекских и канадских национальных премий.

## Биография
Жанин Сютто родилась в Париже в 1921 году в семье Леопольда Сютто. Её отец, сотрудник Шарля Пате и выходец из Италии, познакомился с её матерью Рене Римбер на киностудии. В браке Леопольда и Рене родились двое детей — сын Андре и через девять лет дочь Жанин. С восьми лет девочка мечтала стать актрисой; именно в это время её семья перебралась из Франции в канадский Монреаль, где Жанин и начала исполнительскую карьеру в 18-летнем возрасте. Она быстро стала членом труппы Монреальского репертуарного театра под руководством Марио Дулиани. В 1940-е годы она выступала в спектаклях ещё одной монреальской труппы — Théâtre Arcade, а также работала на радио, озвучивая радиороманы
В 1944 году Жанин вышла замуж за Пьера Дажене, вместе с которым основала новую театральную труппу — Théâtre l’Equipe. На сцене этого театра она сыграла ряд главных ролей, однако брак с Дажене распался всего через два года. В 1945 году роли в радиороманах принесли Сютто титул Мисс Радио. В этом же году она сыграла в одном из первых квебекских кинофильмов — «Отец Шопен» Фёдора Оцепа.
Отправившись после расставания с Дажене во Францию, Сютто познакомилась там с театральным деятелем Анри Деглюном, который в 1957 году станет её вторым мужем. В 1947 году она вернулась в Монреаль и продолжала совмещать выступления на сцене с работой на радио, где в частности играла роли в самых популярных сериальных постановках того периода — «Золотая юность» и «Рю Принсипаль». В 1950-х годах Сютто выдвинулась на первые роли в двух квебекских театральных труппах — Театре Нового Света (фр. Théâtre du Nouveau Monde) и театре «Зелёный занавес» (фр. Théâtre du Rideau Vert). Среди её наиболее заметных ролей — Лизетт де Курваль в премьерной постановке «Невесток» Мишеля Трамбле в 1968 году. С 1956 по 1970 год она также играла в популярном квебекском телевизионном сериале «Прекрасная история Верхних земель», а в 1970-е годы завоевала любовь публики в сериале «Симфорьен».
В конце 1950-х годов у Анри Деглюна и Жанин родились дочери-двойняшки Мирей и Катрин. Катрин, родившаяся с синдромом Дауна, прожила 52 года, скончавшись в 2009 году. В начале 1970-х годов Жанин за полтора года понесла сразу несколько тяжёлых утрат, потеряв Анри, умершего от рака, его сына от первого брака Сержа, к которому была очень привязана, и мать. Однако трагедии в личной жизни не заставили актрису отказаться от карьеры: она продолжала выступать на сцене вплоть до 2012 года, сыграв за это время более 150 театральных ролей. В последний раз она вышла на сцену в мюзикле по сюжету «Невесток» в парижском театре Рон-Пуан (фр. Théâtre du Rond-Point). В кино и на телевидении Жанин Сютто за карьеру сыграла свыше 70 ролей.
Ближе к концу карьеры Сютто также начала самостоятельно ставить спектакли — её режиссёрский дебют (новая постановка пьесы Марселя Дюбе «Флоранс») состоялся в 1992 году. Она вела курсы актёрского мастерства в Национальной театральной школе Канады и двух квебекских колледжах. Сютто также занималась общественной деятельностью, занимая пост спикера Монреальской ассоциации помощи умственно отсталым.
В 2010 году в свет вышла биография Жанин Сютто — «Жить с судьбой» (фр. Vivre avec le destin), написанная её зятем Жаном-Франсуа Лепином. Актриса умерла в Монреале в 2017 году в возрасте 95 лет.

## Признание заслуг
Исполнительская карьера Жанин Сютто отмечена многочисленными наградами. В 1986 году она была произведена в офицеры ордена Канады, а ещё через пять лет — в компаньоны ордена Канады (высшая степень этого ордена). Она была также кавалером Национального ордена Квебека (1998) и французского ордена Искусств и литературы. Другие её награды включают Гран-при премии «Жемо» и премию Гаскона-Тома, а в 2014 году Сютто была удостоена Премии генерал-губернатора в области театра за достижения карьеры.